# 戴笠县
戴笠县是印度尼西亚北苏门答腊省的一个县，位于多巴湖的西北部，县治为诗地加兰。
戴笠县的面积为1,927.8平方公里，2010年时的人口为269,848。